# Alicia Ogoms
Alicia Ogoms, född 2 april 1994 i Winnipeg, Kanada, är en volleybollspelare (center).
Ogoms spelar med Kanadas landslag sedan 2016 och har med dem deltagit i bland annat VM 2018 och 2022 och Volleyball Nations League 2021 och 2022. På klubbnivå har hon spelat för flera proffslag i Europa, framförallt i Polen och Italien.